# Taguchi Junto
Junto Taguchi (田口 潤人 Taguchi Junto, sinh ngày 28 tháng 9 năm 1996) là một cầu thủ bóng đá người Nhật Bản thi đấu cho Fujieda MYFC.

## Sự nghiệp
Sau khi được nuôi dưỡng tại hệ thống trẻ Yokohama F. Marinos và vào đội một, anh ra mắt trong trận đấu ở J3 League match: anh được cho mượn đến Fujieda MYFC cho mùa giải 2017 và có màn ra sân ngày 18 tháng 3 năm 2017 trước U-23 FC Tokyo.

## Thống kê câu lạc bộ
Cập nhật đến ngày 23 tháng 2 năm 2018.
| Thành tích câu lạc bộ | Thành tích câu lạc bộ | Thành tích câu lạc bộ | Giải vô địch | Giải vô địch | Cúp                   | Cúp                   | Cúp Liên đoàn | Cúp Liên đoàn | Tổng cộng | Tổng cộng |
| Mùa giải              | Câu lạc bộ            | Giải vô địch          | Số trận      | Bàn thắng    | Số trận               | Bàn thắng             | Số trận       | Bàn thắng     | Số trận   | Bàn thắng |
| Nhật Bản              | Nhật Bản              | Nhật Bản              | Giải vô địch | Giải vô địch | Cúp Hoàng đế Nhật Bản | Cúp Hoàng đế Nhật Bản | J. League Cup | J. League Cup | Tổng cộng | Tổng cộng |
| --------------------- | --------------------- | --------------------- | ------------ | ------------ | --------------------- | --------------------- | ------------- | ------------- | --------- | --------- |
| 2015                  | Yokohama F. Marinos   | J1 League             | 0            | 0            | 0                     | 0                     | 0             | 0             | 0         | 0         |
| 2016                  | Yokohama F. Marinos   | J1 League             | 0            | 0            | 0                     | 0                     | 0             | 0             | 0         | 0         |
| 2017                  | Fujieda MYFC          | J3 League             | 21           | 0            | –                     | –                     | –             | –             | 21        | 0         |
| Tổng                  | Tổng                  | Tổng                  | 21           | 0            | 0                     | 0                     | 0             | 0             | 21        | 0         |